# Темкины-Ростовские
Те́мкины-Росто́вские — угасший княжеский род, Рюриковичи, ветвь князей Ростовских.
Род князей Темкиных внесён в Бархатную книгу.
Родоначальник — князь Иван Иванович Темка Янов-Ростовский (колено X, от Рюрика XIX), внук Ростовского владетельного князя Андрея Александровича; жил в XV—XVI веках. Как князь, не имевший удела, служил воеводою у великого князя Московского и был убит в 1514 году в битве с литовцами под Оршею. Имел четырёх сыновей: Семёна, Юрия, Василия и Григория.

## Известные представители
| №                                       | Имя, Отчество       | № отца | Примечания |
| --------------------------------------- | ------------------- | ------ | --- |
| 1                                       | Иван Иванович Тёмка |        | Родоначальник, воевода в разных походах (с 1495), убит на Днепре в бою с литовцами († 1516). |
| 2                                       | Семён Иванович      | 1      | Бездетный, в монашестве Серапион. |
| 3                                       | Юрий Иванович       | 1      | Первый воевода в Казани и воевода большого полка в походе 1559 года, участвовал в восстании московской черни против Глинских в 1547 году, боярин с 1549 года, умер 1561. |
| 4                                       | Василий Иванович    | 1      | Боярин князя Владимира Андреевича Старицкого, потом опричник, казнён в 1572 году. |
| 5                                       | Григорий Иванович   | 1      | Тульский наместник, потом воевода в Казани в 1552—1562 годах, разбил в 1558 году немцев около Валка. |
| 6                                       | Дмитрий Юрьевич     | 3      | Известен по родословной росписи. |
| 7                                       | Иван Юрьевич        | 3      | Известен по родословной росписи. |
| 8                                       | Иван Васильевич     | 4      | Воевода в большом полку (1570 и 1572); в сторожевом в 1571, казнён с отцом в 1572. |
| 9                                       | Иван Григорьевич    | 5      | В 1573 году на свадьбе дочери двоюродного брата царя Ивана Грозного, князя Владимира Андреевича - княжны Марии Владимировны и короля Арцымагнуса был тринадцатым в свадебном поезде. В 1579-1581 годах голова у ночных сторожей, спал в государевом стане в походе на Лифляндию и против Речи Посполитой. В 1590 году голова у огней в новгородском походе и под Руговид, бездетный, постригся в монахи. |
| 10                                      | Михаил Григорьевич  | 5      | Вологодский воевода присутствовал на соборе, избравшем Бориса Годунова в цари в 1598 году, воевода в Кореле в 1601—1602; в Вологде в 1614—1615. |
| 11                                      | Михаил Михайлович   | 10     | Тобольский воевода, потом боярин и дворецкий (1645), умер 10 октября 1661), с ним пресёкся род князей Темкиных-Ростовских. |
| Род князей Тёмкиных-Ростовских пресёкся |                     |        | |
| 12                                      | Арина Михайловна    | 10     | В родословной росписи не указана, жена князя и боярина Фёдора Ивановича Мстиславского. |